# Dara Reneé
Dara Reneé es una actriz estadounidense. Entre sus papeles más destacados se encuentran sus papeles principales como Kourtney Greene en la serie de Disney+ High School Musical: el musical: la serie (2019–2023), y como Uliana en la película Descendants: The Rise of Red (2024).

## Primeros años
Reneé nació en Los Ángeles, California, y creció en Baltimore donde su madre, Kimberly Brooks, fundó una escuela de artes escénicas sin fines de lucro, Encouraging Youth To Dream, en Pikesville. Brooks también es actriz y la abuela de Reneé fue miembro del grupo de soul de Baltimore de los años 60 The Royalettes. Reneé asistió a la Escuela Católica Regional John Paul en Milford Mill (Maryland). Inicialmente intentó audicionar para papeles teatrales en Nueva York antes de regresar a California para terminar la escuela secundaria en Charter High School of the Arts (CHAMPS) en Van Nuys.

## Carrera
Reneé debutó con el papel de Savannah en la Película original de Disney Channel de 2018 Freaky Friday.
En 2019, tuvo un papel recurrente como Stunts en la quinta temporada de la serie de ABC Black-ish. También tuvo un papel como invitada en The Kids Are Alright.
Desde 2019 hasta 2023, Reneé fue parte del elenco principal de la serie de Disney+ High School Musical: el musical: la serie como Kourtney, una estudiante de diseño de vestuario y la mejor amiga de la protagonista, Nini (Olivia Rodrigo). Reneé había audicionado para los papeles de Ashlyn, Gina y Kourtney; Originalmente, se pensó que Kourtney fuera un personaje episódico, pero Reneé fue invitada a convertirse en un personaje regular. Ella creó el arreglo para la serie de "Bop to the Top". A partir de la temporada 2 de la serie, su propia madre interpretó a la madre de su personaje Kourtney, Michelle.
En 2021, se anunció que presentaría el programa Disney's Magic Bake-Off con la estrella de Raven's Home Issac Ryan Brown.
En la D23 Expo de 2022 se anunció que formaría parte de la película Descendants 4, posteriormente titulada oficialmente como Descendants: The Rise of Red, en el papel de Uliana, la hermana de Úrsula la Bruja del Mar, la cual se estrenó en 2024.

## Filmografía
| Año       | Título                                    | Papel           | Notas                                                                       |
| --------- | ----------------------------------------- | --------------- | --------------------------------------------------------------------------- |
| 2018      | Freaky Friday                             | Savannah        | Película para televisión                                                    |
| 2019      | The Kids Are Alright                      | Melissa         | Episodio: "Show Boat"                                                       |
| 2019      | Black-ish                                 | Stunts          | 3 episodios - "Waltz in A Minor" - "Dreamgirls and Boys" - "Son of a Pitch" |
| 2019      | My Stepfather's Secret                    | Fee             | Película para televisión                                                    |
| 2019–2023 | High School Musical: el musical: la serie | Kourtney Greene | Papel principal                                                             |
| 2020      | Descendants Remix Dance Party             | Ella misma      | Especial de televisión                                                      |
| 2021      | Disney's Magic Bake-Off                   | Ella misma      | Presentadora                                                                |
| 2021      | Grey's Anatomy                            | Janice          | Episodio: "Today was a Fairytale"                                           |
| 2024      | Descendants: The Rise of Red              | Uliana          | Película para Disney+                                                       |
| 2024      | Chibi Tiny Tales                          | Ella misma      | Papel de voz; Episodio: "Descendants 1+2+3: As Told By Chibi"               |
| 2024      | Wickedly Sweet: A Descendants Short Story | Uliana          | Cortometraje; Papel de voz                                                  |

## Discografía

### Álbumes

#### Bandas sonoras
| Título                                                                         | Detalles                                                                                                |
| ------------------------------------------------------------------------------ | --- |
| High School Musical: el musical: la serie                                      | - Lanzamiento: 10 de enero de 2020 - Sello: Walt Disney - Formato: Descarga digital, streaming, CD      |
| High School Musical: The Musical: The Holiday Special: The Soundtrack          | - Lanzamiento: 20 de noviembre de 2020 - Sello: Walt Disney - Formato: Descarga digital, streaming      |
| High School Musical: The Musical: The Series: The Soundtrack: Season 2         | - Lanzamiento: 30 de julio de 2021 - Sello: Walt Disney - Formato: Descarga digital, streaming, CD      |
| High School Musical: The Musical: The Series: The Soundtrack: Season 3         | - Lanzamiento: 15 de septiembre de 2022 - Sello: Walt Disney - Formato: Descarga digital, streaming, CD |
| High School Musical: The Musical: The Series: The Soundtrack: The Final Season | - Lanzamiento: 25 de julio de 2023 - Sello: Walt Disney - Formato: Descarga digital, CD                 |
| Descendants: The Rise of Red                                                   | - Lanzamiento: 12 de julio de 2024 - Sello: Walt Disney - Formato: Descarga digital, CD                 |

### Sencillos
| Título                 | Año  | Álbum                                                                          |
| ---------------------- | ---- | ------------------------------------------------------------------------------ |
| "Believe"              | 2020 | High School Musical: The Musical: The Holiday Special: The Soundtrack          |
| "Beauty and the Beast" | 2021 | High School Musical: The Musical: The Series: The Soundtrack: Season 2         |
| "Here I Come"          | 2022 | High School Musical: The Musical: The Series: The Soundtrack: Season 3         |
| "Let It Go"            | 2022 | High School Musical: The Musical: The Series: The Soundtrack: Season 3         |
| "Jump"                 | 2023 | High School Musical: The Musical: The Series: The Soundtrack: The Final Season |

### Otras canciones listadas
| Título                                     | Año  | Álbum                                                                          |
| ------------------------------------------ | ---- | ------------------------------------------------------------------------------ |
| "Stick to the Status Quo" (Rehearsal)      | 2020 | High School Musical: el musical: la serie                                      |
| "Bop to the Top" (Nini & Kourtney Version) | 2020 | High School Musical: el musical: la serie                                      |
| "Stick to the Status Quo" (Performance)    | 2020 | High School Musical: el musical: la serie                                      |
| "We're All in This Together" (Cast)        | 2020 | High School Musical: el musical: la serie                                      |
| "Something in the Air"                     | 2020 | High School Musical: The Musical: The Holiday Special: The Soundtrack          |
| "Christmas (Baby Please Come Home)"        | 2020 | High School Musical: The Musical: The Holiday Special: The Soundtrack          |
| "High School Musical 2 Medley"             | 2021 | High School Musical: The Musical: The Series: The Soundtrack: Season 2         |
| "Belle"                                    | 2021 | High School Musical: The Musical: The Series: The Soundtrack: Season 2         |
| "1-2-3"                                    | 2021 | High School Musical: The Musical: The Series: The Soundtrack: Season 2         |
| "Be Our Guest"                             | 2021 | High School Musical: The Musical: The Series: The Soundtrack: Season 2         |
| "Something There"                          | 2021 | High School Musical: The Musical: The Series: The Soundtrack: Season 2         |
| "What Time Is It/Start the Party Mashup"   | 2022 | High School Musical: The Musical: The Series: The Soundtrack: Season 3         |
| "I Want It All"                            | 2023 | High School Musical: The Musical: The Series: The Soundtrack: The Final Season |
| "Perfect Revenge"                          | 2024 | Descendants: The Rise of Red                                                   |